# Wołodymyr Sawczenko-Bilski
Wołodymyr Ołeksandrowycz Sawczenko-Bilski, ukr. Володимир Олександрович Савченко-Більський (ur. 2 lipca?/14 lipca 1867 we wsi Oleniwcy w guberni czernihowskiej, zm. 21 września 1955 we Francji) – rosyjski, a następnie ukraiński wojskowy (generał chorąży), oficer Ukraińskiego Wojska Wyzwoleńczego podczas II wojny światowej, emigracyjny publicysta

## Życiorys
Od 1888 r. służył w armii rosyjskiej. W 1893 r. ukończył junkierską szkołę piechoty, po czym awansował do stopnia podporucznika. Służył w 22 Niżnienowogrodzkim Pułku Piechoty. W 1902 r. został do Floty Czarnomorskiej. Od 1907 r. był członkiem ukraińskiego kręgu „Kobzar'” w Sewastopolu. 6 grudnia 1915 r. awansował na podpułkownika. Od 1917 r. w stopniu pułkownika dowodził sewastopolskim półekipażem. Działał w ukraińskim ruchu narodowym na Krymie. Został członkiem Rady Sewastopolskiej Ukraińskiej Rady Czarnomorskiej. 23 grudnia 1917 r. objął funkcję dyrektora kancelarii Sekretariatu Centralnej Rady w Kijowie. Jednocześnie był dyrektorem departamentu Ministerstwa Morskiego. Zasłużył się w tworzeniu ukraińskiej floty morskiej i jednostek piechoty morskiej. Był inicjatorem powołania szkół kadetów morskich w Mikołajowie, Sewastopolu i Kamieńcu Podolskim. Doszedł do stopnia kontradmirała. 19 kwietnia 1920 r. stanął na czele Morskiego Sztabu Generalnego Armii Czynnej Ukraińskiej Armii Ludowej. Od 4 sierpnia tego roku był zastępca szefa Zarządu Floty Morskiej. Następnie stanął na czele Głównego Zarządu Wojskowo-Morskiego. W 1921 r. wraz z innymi żołnierzami sił zbrojnych Ukraińskiej Republiki Ludowej został internowany w Polsce. Przez pewien czas mieszkał w Tarnowie. Następnie wyjechał do Francji.
W 1943 r. był jednym z inicjatorów formowania Ukraińskiego Wojska Wyzwoleńczego w okupowanej Francji. Po zakończeniu wojny mieszkał we Francji. Był autorem licznych artykułów dotyczących historii ukraińskiej floty wojennej, opublikowanych w pismach „Tabor”, „Za derżawnist”, „Ukrajinśkyj inwalid”, „Litopys czerwonoji kałyny” i innych.